# CLSID
Un CLSID (Class Identifier) è un identificatore univoco globale (GUID) messo a punto da Microsoft che identifica un oggetto di classe COM (Component Object Model). Un computer che ospiti il sistema operativo Windows, può generare un CLSID per ogni classe di oggetti supportata, ad esempio un programma come Microsoft Excel o Word.
Il CLSID è un codice di 128 bit, normalmente suddiviso in cinque blocchi da 8-4-4-4-12 cifre esadecimali, scritto tra parentesi graffe.
Essi sono presenti nel registro di sistema, sotto la chiave HKEY_CLASSES_ROOT\CLSID. Identificatori simili, presenti sempre nel registro, sono IID, LIBID e CATID.

## Usi malevoli
Sino a Windows XP i CLSID potevano essere utilizzati al posto delle estensioni di file, rimanendo invisibili anche con l'opzione per mostrare le estensioni dei file attivate. Tale tecnica permetteva di creare file ingannevoli non rivelabili dall'ordinaria shell ma solo con programmi alternativi come Wincommander e Total Commander.
Tale tecnica è stata resa nota al grande pubblico dall'informatico bulgaro Georgi Guninski nell'aprile 2001, dopo averla annunciata privatamente a Microsoft nelle settimane precedenti.  Ha contribuito alla sua popolarità tra il pubblico italofono un articolo di Paolo Attivissimo sul tema. La vulnerabilità è stata ufficialmente riconosciuta e corretta nel 2004, ottenendo un punteggio CVSS di 10. Tuttavia, già la segnalazione di Guninski aveva ricevuto un CVE.
Più recentemente, i truffatori dell'assistenza tecnica hanno utilizzato CLSID comunemente presenti in un sistema Windows per fingere di essere operatori della Microsoft che conoscono una chiave segreta del sistema.